# Jordina Biosca Soler
Jordina Biosca Soler (Vilafranca del Penedès, 1 de desembre de 1971) és una autora de llibres infantils, narradora, actriu i rapsoda. Organitza també espectacles per a adults i per a la mainada i imparteix tallers d'expressió oral i corporal.
Va començar com a contacontes per a la mainada el 1998 i després també per a adults. Basa els seus espectacles en contes, històries o novel·les de tots els temps i transmeses per tradició oral o d'autors coneguts. Actua en solitari o amb acompanyament musical; des de 2016 l'acompanya el guitarrista David Garcia.
Des del 2005 dirigeix EVA (En Veu Alta), un festival internacional de narració i tradició oral celebrat al Penedès, a Pradell de la Teixeta (Priorat) i a Gurb. El festival comprèn espectacles per a adults i per a la mainada, sessions de lectures i d'improvisació i altres activitats complementàries. Des del 2014 gestiona el servei de voluntariat cultural lector EVA354 per acostar la lectura en veu alta als col·lectius més desafavorits. També és la promotora del projecte EvaLudens, un projecte cultural adreçat a escoles i instituts que posa en valor l'oralitat en tots els seu àmbits. Per altra banda, és sòcia fundadora de l'Associació de Narradors Professionals de Catalunya.
Ha publicat el llibre Un sac ple d'estrelles, que va ser guardonat amb el premi Mercè Llimona de literatura infantil el 2003. El 2018 va ser la pregonera de la Festa Major de Vilafranca del Penedès.

## Obres

### Llibres
- Un sac ple d'estrelles (amb il·lustracions de Jacop Taurà). Barcelona: Publicacions de l'Abadia de Montserrat, 2003. ISBN 84-8415-554-4
- Eliseu Carter Reial. Vilanova i La Geltrú: El Cep i la Nansa Edicions, 2006. ISBN 84-96349-31-4

### Discos
- Tot esperant l'Amades: adaptació de rondalles i enigmes recollits per Joan Amades. Narradora juntament amb Domingo Chinchilla, Assumpta Mercader i Màrius Serra. CD commemoratiu del 125è aniversari del naixement de Joan Amades.[13]
- ...De festa! recull de cançons del Patrimoni Coral XXI (Text i narració de Jordina Biosca).[14]